# Aandelenspam
Aandelenspam is een vorm van spam, waarbij internetgebruikers via e-mail wordt aangemoedigd om waardeloze aandelen te kopen. Dat resulteert meestal in een korte koersstijging. De spammers verkopen (dumpen) hun aandelen echter kort voordat de koers instort. De kopers blijven met waardeloze aandelen zitten. Het gaat meestal om zogeheten penny stocks, die volgens internet beveiliger Sophos in 15 procent van alle spammails worden aangeboden. 
Om aan spamfilters te ontsnappen wordt een groot deel van deze spam in de vorm van plaatjes verstuurd. 
Aanvankelijk leek deze vorm van spam lucratief voor de spammers. De koers steeg volgens Duits onderzoek gemiddeld met 500 procent. In 2007 lijkt aandelenspam op zijn retour omdat er te veel van deze mails worden verstuurd. 
Bovendien is de Amerikaanse beurswaarhond SEC strenger gaan optreden tegen de aandelenspammers. Een Amerikaans echtpaar dat met aandelenfraude 1 miljoen dollar had verdiend werd in 2006 aangeklaagd. In maart 2007 heeft de SEC de handel in aandelen van 35 bedrijven stilgelegd omdat de koers werd gemanipuleerd. In mei 2007 sleepte Microsoft een aantal aandelenspammers die via Hotmail grote hoeveelheden aandelenspam hadden verstuurd voor de rechter. 
In nagenoeg alle gevallen gaat het om penny stocks die aan de Amerikaanse beurs zijn genoteerd. De laatste tijd worden ook Duitse aandelen gesignaleerd. Nederlandse aandelenspam is echter (nog) niet opgemerkt.